# Sein Mädchen für besondere Fälle
Sein Mädchen für besondere Fälle (eng. His Girl Friday) ist eine US-amerikanische Screwball-Komödie aus dem Jahr 1940. Sie basiert auf dem Theaterstück Reporter (Originaltitel: The Front Page) von Ben Hecht und Charles MacArthur. Cary Grant und Rosalind Russell spielen in dem Film die Hauptrollen, Howard Hawks führte Regie.

## Handlung
Walter Burns, ein charmant-durchtriebener Zeitungsherausgeber und Reporter, versucht seine Ex-Frau Hildy Johnson zurückzubekommen. Hildy ist seit einigen Wochen mit Bruce Baldwin, einem höflichen Mann aus dem Versicherungswesen, verlobt. Hildy und Bruce wollen am nächsten Tag in dessen Heimatstadt Albany heiraten. Am Vortag der geplanten Hochzeit reicht Hildy ihre Kündigung ein und wirft ihrem Ex-Mann alle Fehler vor, die er in den letzten Jahren gemacht hat. Walter, der sie als Journalistin und Frau sehr schätzt, lädt Hildy und ihren Verlobten in ein Restaurant ein. 
Im Restaurant schlägt er ihnen ein Geschäft vor, das sie annehmen: Walter schließt bei Bruce eine Lebensversicherung ab, während Hildy den Todeskandidaten Earl Williams im Gefängnis interviewt. Earl Williams hat einen Polizisten erschossen und soll am nächsten Morgen hingerichtet werden. Nachdem Hildy sich mit dem offensichtlich geistesverwirrten Earl im Gefängnis unterhalten hat, begibt sie sich ins Pressezimmer im Schwurgericht, um einen Bericht über Earl zu schreiben. Dieser Bericht soll den umstrittenen Fall nochmals aus einer anderen Sicht wiedergeben, zumal die Hinrichtung auch politisch motiviert erscheint, da sich der Bürgermeister und der Sheriff vor der bevorstehenden Wahl unbedingt bei der Bevölkerung profilieren wollen.
Von Walter erhält Bruce einen Scheck über 2.500 Dollar für den Erwerb der Lebensversicherung. Als er Hildy am Gerichtsgebäude abholen und dann mit ihr zum Bahnhof fahren will, wird er wegen des angeblichen Diebstahls einer Uhr von der Polizei verhaftet. Eingefädelt wurde die Verhaftung von Walter und seinem Freund, dem Gangster Diamond Louie. Bruce wird später freigelassen, doch ein paar Minuten später ist er erneut im Gefängnis, da er angeblich die – ebenfalls von Walter engagierte – Blondine Evangeline belästigt habe.
Als Hildy von Walters Manipulationsversuchen gegen Bruce erfährt, möchte sie ihre Arbeit an der Geschichte um Earl Williams beenden, doch dann überschlagen sich die Ereignisse im Gerichtsgebäude. Earl wird in einer Abschlussuntersuchung von dem Psychiater Eggelhoffer nochmals untersucht. Als Dr. Eggelhoffer den Tatverlauf nachstellen möchte, händigt der trottelige Sheriff Hartwell hierbei Earl seine eigene, geladene Waffe aus. Earl schießt Eggelhoffer an und flieht. Die ganzen Reporter sowie die Polizei vermuten Earl außerhalb des Gerichtsgebäudes und verlassen dieses. Nur Hildy bleibt zurück, da sie exklusiv erfahren hat, auf welche dumme Weise Earl fliehen konnte, und sie setzt sich wieder an ihren Artikel.
Etwas später taucht Earl am Fenster im Pressezimmer auf. Er hält den Revolver in der Hand und bedroht Hildy, doch sie kann ihn besänftigen. Sie verständigt Walter, dass sie Earl Williams gefunden habe. Dieser möchte daraus eine große Exklusivstory machen und mit dieser den Bürgermeister und den Sheriff aus ihren Ämtern jagen. Als die zurückkehrenden Pressemänner an die verschlossene Tür zum Pressezimmer klopfen, wird Earl von seiner einzigen Freundin Mollie Malloy und Hildy in einem Schreibtisch versteckt. Die Presseleute vermuten richtigerweise, dass Hildy mehr über Earl Williams’ Verbleib weiß, weshalb Mollie aus dem Fenster springt, um die Presseleute abzulenken. Sie wird bei dem Sprung verletzt.
Walter ist inzwischen im Gerichtsgebäude eingetroffen. Schließlich erscheint auch der wieder freigelassene Bruce, um mit Hildy den Zug um neun Uhr zu nehmen. Hildy weist ihn jedoch gedankenlos ab und schreibt an dem Artikel weiter. Bruce muss erkennen, dass er und Hildy nicht zusammenpassen und für sie die Arbeit als Reporterin an erster Stelle steht. Eine Aussage der Mutter von Bruce gegenüber der Polizei, dass Hildy einen Mörder verstecken würde, bringt Walter und Hildy vor dem Sheriff in Erklärungsnot. Durch ein ungeschicktes Geräusch macht sich Earl bemerkbar. Er wird herausgeholt und in die Todeszelle zurückgebracht.
Wegen ihrer Beihilfe für Earl Williams droht Hildy und Walter nun selbst das Gefängnis. Da erscheint ein Mitarbeiter des Gouverneurs namens Joe Pettibone im Gerichtsgebäude. Dieser hat die Begnadigung für Earl Williams durch den Gouverneur dabei, weshalb der Bürgermeister und der Sheriff ihn zuvor bereits bestechen wollten, damit er die Begnadigung unter den Tisch fallen lässt. Nun haben Walter und Hildy selbst gegen den Bürgermeister und den Sheriff etwas in der Hand, was zu ihrer Freilassung führt. Walter und Hildy gestehen sich gegenseitig ihre Liebe und wollen erneut heiraten. Die Hochzeitsreise wollen sie an die Niagarafälle machen, doch auf dem Weg dorthin findet in Albany gerade ein Arbeiterstreik statt, über den man auch berichten könnte...

## Hintergrundinformationen
Der Originaltitel des Films His Girl Friday (etwa „Seine treue Dienerin“) ist eine Variante des Ausdrucks „Man Friday“, der auf den Diener Friday (Freitag) in Daniel Defoes Roman Robinson Crusoe anspielt.
Die Besetzung des Films war schwierig. Die weibliche Hauptrolle wurde abgelehnt von Irene Dunne (die Studioboss Harry Cohn sehr mochte), Katharine Hepburn (die er nicht mochte), Margaret Sullavan, Jean Arthur (die stattdessen Arizona drehte) und Carole Lombard. Die Wahl fiel auf Rosalind Russell, die kurz vorher in Die Frauen eine glänzende Darstellung gegeben hatte und fast Norma Shearer und Joan Crawford die Show stahl.
Die Vorlage, das Bühnenstück Reporter (The Front Page) von Ben Hecht und Charles MacArthur, wurde mehrfach verfilmt. Howard Hawks machte aus dem Protagonisten eine Frau und die ganze Geschichte bekam so eine zusätzliche Dimension. Die übrigen Filmversionen sind:
- 1931: The Front Page von Lewis Milestone, mit Adolphe Menjou als Burns und Pat O’Brien als Hildy.
- 1974: Extrablatt (The Front Page) von Billy Wilder, mit Walter Matthau als Burns und Jack Lemmon als Hildy.
- 1988: Eine Frau steht ihren Mann (Switching Channels) von Ted Kotcheff, mit Burt Reynolds und Kathleen Turner als Fernsehreporter.

Das American Film Institute wählte diesen Film auf Platz 19 der 100 besten amerikanischen Filmkomödien aller Zeiten.

## Synchronisation
Die deutsche Synchronfassung entstand 1972 im Auftrag der ARD.
| Rolle                          | Schauspieler     | Dt. Synchronstimme |
| ------------------------------ | ---------------- | ------------------ |
| Walter Burns                   | Cary Grant       | Harald Leipnitz    |
| Hildy Johnson                  | Rosalind Russell | Renate Pichler     |
| Bruce Baldwin                  | Ralph Bellamy    | Hartmut Reck       |
| Sheriff Peter „Pinky“ Hartwell | Gene Lockhart    | Walter Reichelt    |
| Bürgermeister Fred             | Clarence Kolb    | Wolf Ackva         |
| „Diamond Louie“ Palutso        | Abner Biberman   | Tommi Piper        |
| Mollie Malloy                  | Helen Mack       | Eva Kinsky         |
| Murphy, Reporter               | Porter Hall      | Horst Naumann      |
| Roy V. Bensinger, Reporter     | Ernest Truex     | Ernst Kuhr         |
| McCue, Reporter                | Roscoe Karns     | Leo Bardischewski  |

## Auszeichnungen
Sein Mädchen für besondere Fälle wurde 1993 in das National Film Registry, ein Verzeichnis US-amerikanischer Filme, aufgenommen.

## Kritiken
Sein Mädchen für besondere Fälle gilt als Klassiker der Screwball-Komödie. Beim US-Kritikerportal Rotten Tomatoes fallen von den bislang 100 Kritiken insgesamt 99 positiv aus, womit der Film eine Zustimmung von 99 % besitzt. Die durchschnittliche Wertung der Kritiker liegt bei 9,0 von 10 Sternen.

„Eine süffisant-romantische Komödie von unglaublichem Tempo, kann Howard Hawks ‚His Girl Friday‘ als eine der besten Screwball-Komödien überhaupt gelten.“

„Ebenso amüsante wie rasante Komödie, die von ihrem Sprachwitz und -tempo lebt. Dank der hervorragenden Darsteller und des außergewöhnlichen Drehbuchs hat sie bis heute nichts von ihrer faszinierenden Wirkung verloren.“

„Howard Hawks inszenierte den Stoff als quirlige Screwball-Komödie. Die rasanten verbalen Gefechte der Protagonisten tragen den Film. Erstmals kommt hier die Technik des sich überlappenden Dialogs zum Einsatz, bei dem die Darsteller einander permanent ins Wort fallen. So ironisiert der Film genregemäß das Verhältnis der Geschlechter, übt aber unterschwellig auch Kritik an einem korrupten Rechtssystem und stellt die Berichterstattung der Skandaljournalisten in Frage.“